# 邳国
邳國，中國歷史上春秋戰國時代的一個諸侯國，國君為任姓，建國君主是奚仲。夏禹在位时，奚仲被担任车正，封于薛。后来迁至邳，薛国又称邳国。前418年，齐国将薛国占领。薛国人再迁至下邳，专称邳國。薛国成为靖郭君田婴、孟尝君田文父子的封地，任姓薛国演变为妫姓薛国。之後，為楚所滅。